# Eva Benckiser
Eva Vera Benckiser ist eine deutsche Physikerin und Forschungsgruppenleiterin am Max-Planck-Institut für Festkörperforschung in Stuttgart. Im Jahr 2018 erhielt sie den Walter-Schottky-Preis.

## Leben
Eva Benckiser wurde 2007 an der Universität zu Köln promoviert und war danach zunächst Postdoktorandin und später Gruppenleiterin am Max-Planck-Institut für Festkörperforschung in Stuttgart. Seit 2014 leitet sie dort die Minerva-Arbeitsgruppe „Röntgenspektroskopie von Oxid-Heterostrukturen“.

## Forschung
Eva Benckiser entwickelt röntgenspektroskopische Methoden zur Bestimmung der Spin-, Ladungs- und Orbitalordnung an den Grenzflächen von Metalloxid-Heterostrukturen. Insbesondere zeigte sie, dass schichtspezifische Profile der magnetischen Korrelationen dieser Systeme aus einer genauen Analyse der Polarisations- und Energieabhängigkeit der Röntgenstreuung rekonstruiert werden können. In weiteren Arbeiten analysierte sie die Besetzung der Nickel-Atomorbitale und den Ladungstransfer an Nickeloxid-Grenzflächen und erzielte jeweils ein mikroskopisches Verständnis der zugrundeliegenden Mechanismen.

## Preise und Auszeichnungen
Im Jahr 2018 wurde ihr der Walter-Schottky-Preis der Deutschen Physikalischen Gesellschaft „für ihre herausragenden Beiträge zur Erforschung komplexer Materialien mit korrelierten Elektronen“ verliehen.